# Mine Again
"Mine Again" là một bài hát được viết bởi ca sĩ kiêm nhạc sĩ người Mỹ Mariah Carey cho album phòng thu thứ năm của cô The Emancipation of Mimi (2005). Bài hát được đồng sáng tác và sản xuất bởi Carey và James Poyser. Nó được thu âm tại MSR Studios và Honeywest Studios, cả hai đều nằm ở thành phố New York. Đây là một bài hát R&B và soul mang hơi hướng ballad. Bài hát xoay quanh câu chuyện về nhân vật chính khao khát cơ hội được hàn gắn một mối quan hệ đã đổ vỡ. Bài hát đã nhận được những đánh giá tích cực từ giới phê bình âm nhạc, ca ngợi năng lực sản xuất của Carey và Poyser cũng như quãng giọng của nữ ca sĩ. Kể từ khi The Emancipation of Mimi được phát hành, "Mine Again" xuất hiện lần đầu tiên trên BXH US Hot R&B/Hip-Hop Songs tại vị trí 82, và đạt được vị trí cao nhất là 73. Năm 2006, bà hát được đề cử giải Grammy cho Best Traditional R&B Performance.

## Bối cảnh
Năm 2001, Carey rơi vào một cuộc khủng khoảng tinh thần lẫn thể chất, chính điều này đã buộc cô phải chấm dứt toàn bộ hoạt động quảng bá cho album phòng thu phát hành khi đó Glitter (2001), cũng như bộ phim cùng tên. Trong khoảng thời gian phải nhập viện vì kiệt sức, bộ phim đã hứng chịu những chỉ trích vô cùng gay gắt, cùng với album nhạc được cho là khá hơn một chút. Xuất phát từ sự vắng mặt khỏi công chúng của Carey cũng như sự đình chỉ của các hoạt động quảng bá, hợp đồng vô tiền lệ trị giá 100 triệu đô của cô với Virgin Records (EMI Records) đã được mang ra thanh lý với giá 50 triệu đô. Sau khi hồi phục và kết thúc đàm phám với Virgin Records, Carey bắt đầu thu âm nhằm chuẩn bị cho sự quay trở lại của mình thông qua album kế tiếp, Charmbracelet (2002). Album này tập hợp các bản ballad truyền cảm hứng, với mong mỏi tìm lại các thính giả của Carey từ giai đoạn những năm 1990. Tuy nhiên, giới phê bình đã nhận ra những khác biệt trong giọng hát của nữ ca sĩ.
Trong khi Glitter là một sản phẩm thất bại với các bản phối và cover nhạc dance, Charmbracelet đi theo tiết tấu chậm, cùng giai điệu đương đại. Trong những đánh giá của mình dành cho album, Stephen Thomas Erlewine đã chỉ trích nội dung của nó, mô tả giọng hát của Carey giống như "tấm vải rách". Ông viết, "Bất kể khi nào cô ấy hát, đều có một âm sáo the thé đệm vào quãng giọng yếu ớt của mình và cô phải căng sức để hát từng nốt trong toàn bộ bản thu. Cô không thể thì thầm hay ngâm nga một cách êm dịu, cũng như bất lực trong việc phô bày quãng giọng thương hiệu thách thức lực hấp dẫn của chính mình. Giọng hát của Mariah đã bị hư hỏng, nó không còn thể hiện được bất kì sự mạnh mẽ hay lôi cuốn nào nữa." Sự trở lại âm nhạc của Carey bị vùi dập trong những phản ứng gay gắt từ giới truyền thông, cũng như hợp đồng mới của cô với Island Records, đã khiến cho album thất bại trong việc mang lại những thành công như khi xưa cô đã đạt được xuyên suốt những năm 1990, và chỉ bán được vỏn vẹn 5 triệu bản trên toàn cầu. Sau khi album được phát hành cũng như một tour diễn đi theo sau đó, Carey bắt đầu lên ý tưởng và bắt tay vào thực hiện dự án mới, cuối cùng đặt tên là The Emancipation of Mimi, một nỗ lực phòng thu lần thứ mười của nữ ca sĩ. Đến tháng 11 năm 2004, Carey đã hoàn thành xong một vài bài hát cho album.

## Sản xuất và thu âm
"Mine Again" được đồng sáng tác và sản xuất bởi Carey cùng James Poyser. Bài hát được ghi âm tại hai phòng thu nằm ở New York là MSR and Honeywest Studios. Các kĩ sư tham gia vào quá trình sản xuất bao gồm Dana Jon Chappelle và Brian Garten, được hỗ trợ bởi Jason Finkel và Michael Leedy. "Mine Again" được phối bởi Phil Tan tại MSR Studios, trong khi nó được hoàn thiện bởi Herb Powers tại phòng thu hiện tại đã đóng cửa The Hit Factory, New York. Rất nhiều nhạc công đã tham gia vào quá trình sản xuất bài hát, bao gồm Chops Horns chơi kèn cor, Darryl Dixon chơi alto saxophone, Joe Ramano chơi kèn trumpet và flugelhorn, Jeff Dieterle chơi trombone và bass trombone, Rick Brunermer chơi tenor saxophone và flute, Randy Jackson tạo âm trầm, Poyser sử dụng phím nhạc, Jeffrey Lee Johnson chơi guitars cùng với Charles Drayton đánh trống.

## Biên soạn
"Mine Again" là một bản " smooth soul truyền thống thập niên 70" và là một bản ballad neo soul. Lời bài hát xoay quanh mong ước của nhân vật chính về cơ hội thứ hai trước một mối quan hệ dường như đã tan vỡ. "Mine Again" được viết trên khóa Si giáng trưởng, theo nhịp 4/4 cùng với một tốc độ vừa phải, tần suất 66 nhịp trên phút (BPM).. Giọng hát của Carey kéo dài 3 quãng từ nốt thấp nhất là F4 đến nốt cao nhất là F♯7. Bài hát được sáng tác dựa trên bàn phím piano và đàn guitar, bắt đầu với dòng lời, "I remember when you used to be mine, way back then."

## Đón nhận
"Mine Again" giành được nhiều đánh giá thiện cảm từ giới phê bình âm nhạc, trong đó Stephen Thomas Erlewine từ Allmusic viết rằng "Mine Again" là "một sự hoan nghênh đặc biệt" và "mượt mà tuyệt diệu" đồng thời tán dương năng lực sản xuất của Poyser. Todd Burns đến từ Stylus Magazine cho rằng bài hát là một "dấu ấn cá nhân" của Carey. Sal Cinguemani của Slant Magazine nhấn mạnh bài hát thực sự không ăn khớp với album khi mà các bản thu còn lại được thể hiện bằng "phong cách của các đàn em", chẳng hạn như Usher qua cách phối của Jermaine Dupri cho "Shake It Off", Twista thông qua The Legendary Traxster cho "One and Only", và The Neptunes đối với "To the Floor". Tuy vậy, Cinquemani dành lời khen cho Carey bởi vì "lấy cảm hứng từ bậc tiền bối" thay vì chăm chăm vào các hậu bối của mình, ví như khơi gợi về Prince trong "Mine Again" và "Joy Ride", đưa ra một thành quả "tuyệt hảo". Cinquemani cũng viết rằng "Mine Again", và một track nữa của album là "I Wish You Knew", đã được hát quá lố và "sẽ thổi bay chương trình thi thố tài năng của khối lớp 7."

### Thành tựu
| Năm  | Lễ trao giải  | Hạng mục                         | Kết quả |
| ---- | ------------- | -------------------------------- | ------- |
| 2006 | Grammy Awards | Best Traditional R&B Performance | Đề cử   |

## Xếp hạng
"Mine Again" xuất hiện lần đầu tiên tại vị trí 82 trên bảng xếp hạng US Hot R&B/Hip-Hop Songs vào ngày 6 tháng 6 năm 2005. Vào ngày 13 tháng 8 năm 2005, bài hát leo lên vị trí 77, và rơi xuống thứ 89 trong tuần kế tiếp. Tính đến ngày 17 tháng 9 năm 2005, "Mine Again" nằm ở vị trí 95. Bài hát nhảy lên vị trí cao nhất thứ 73 vào ngày 29 tháng 10 năm 2005, rơi xuống vị trí 85 một tuần sau đó. Trụ hạng trong vòng 14 tuần.
| Bảng xếp hạng (2005)                     | Vị trí cao nhất |
| ---------------------------------------- | --------------- |
| Hoa Kỳ Hot R&B/Hip-Hop Songs (Billboard) | 73              |